# Tracce di follia
Tracce di follia (Traces of madness) è un film svizzero del 2021 diretto da Michele Di Rienzo, scritto da Simone Lo Buglio e ha come protagonista Daniele Marcheggiani.

## Trama

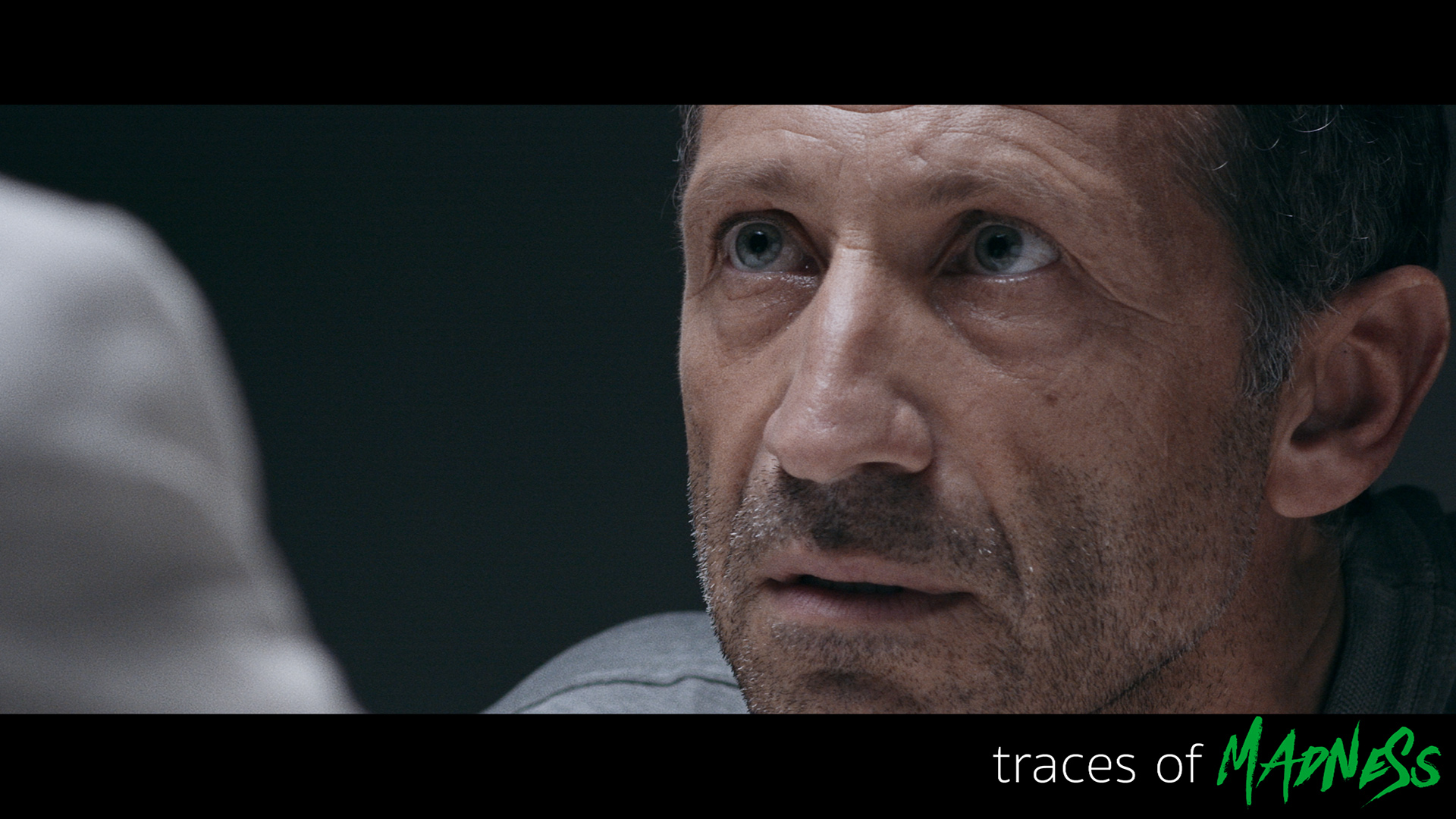
Daniele Marcheggiani in una scena del film

James Thompson è un rispettato dirigente di uno studio grafico, attualmente sospeso da lavoro e costretto ad affrontare delle sedute di psicoterapia. Da più di un mese capita sempre più spesso di avere dei vuoti di memoria, di avere reazioni esagerate senza un reale motivo e di essere violento verbalmente nei confronti della moglie Stephanie.
Durante un incontro con lo psichiatra Kevin Bryant, James si dimostra scontroso e diffidente ma subito dopo emerge la volontà di guarire soprattutto per Stephanie, che nonostante il periodo difficile prova in ogni modo a rimanergli vicina. Il dottor Bryant consulta i suoi appunti contenenti le testimonianze dei suoi colleghi e sottopone a James l’episodio accaduto un mese prima con il suo amico Jonathan. James ricorda di essersi sentito un padre ad aver aiutato il figlio in difficoltà dell’uomo ma il dottor Bryant gli rivela che non è andata così e spiega come in quell’occasione sia stato violento nei suoi confronti.

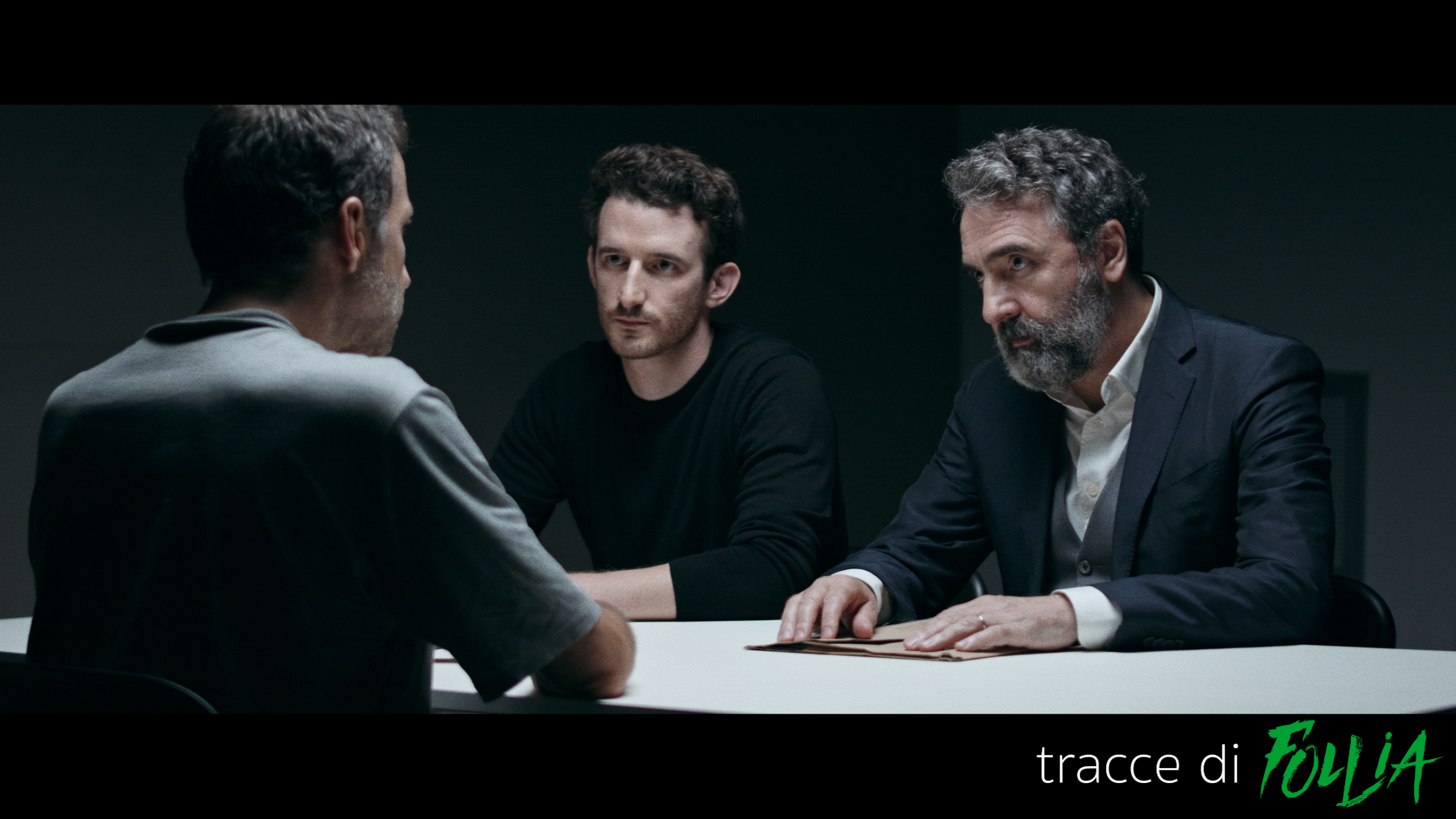
Una scena con Daniele Marcheggiani (di spalle), Mauro Negri e Fabrizio Rocchi.

James si sveglia nella stanza degli interrogatori di fronte all’ispettore di polizia Nicholas Gray. Scopre di essere indagato per l’omicidio della moglie. Nonostante lui neghi e ricordi solo una discussione in cucina, risulta che è stato proprio lui a chiamare la polizia.
Più tardi quella mattina, l’ispettore Gray e il suo giovane vice Paul Tench convocano il dottor Bryant per alcuni chiarimenti riguardo alla condizione di James. Il dottore rimane scosso dalla notizia della morte di Stephanie. Racconta come la vita del suo paziente nell’ultimo periodo era una routine di farmaci, momenti di solitudine e scatti d’ira nei confronti della moglie. La sua condizione delicata era nata dalla notizia di non poter avere figli. In prede all’ira, aveva aggredito un ragazzino nel parcheggio sotto gli occhi del suo capo Robert ed era stato sospeso.
I due ispettori entrano in possesso degli appunti sui colleghi e mentre chiedono chiarimenti all’uomo riguardo all’abuso di una sua collega, Denise, James sostiene di averla aiutata in un momento di difficoltà. Si innervosisce e incolpa Robert di tutto, sostenendo che stia cospirando contro di lui. Tornati in ufficio, i due riscontrano nuove discrepanze tra gli appunti e ciò che afferma James. Paul è pensieroso e l’ispettore Gray prova a dargli qualche consiglio vista la sua esperienza.
Il giorno successivo, l’ispettore Gray concede al dottor Bryant un incontro con il paziente con la sua supervisione. Tutto procede bene finché all’improvviso l’uomo urla contro il dottor Bryant e lo aggredisce. L’ispettore Gray interviene appena in tempo e lo accompagna fuori, dove il dottor Bryant vomita in un cestino e torna alla propria auto a fatica, svenendo subito dopo.
L’ispettore Gray ha un colloquio con Robert che fa finalmente chiarezza sull’aggressione al bambino e addirittura lo giustifica. Il giorno in cui aveva scoperto di non poter avere figli, James aveva assistito al furto nei confronti di Denise ed era intervenuto perché la donna era incinta.
Nella residenza di James, Paul conduce ulteriori indagini e tenendo a mente le parole apparentemente senza senso di James, riesce a trovare una macchina fotografica nascosta in giardino. Una volta portata in centrale e fatta analizzare, insieme all’ispettore Gray interroga tutti i colleghi di James per avere un quadro completo della situazione.
La mattina successiva, incontrano nuovamente James nella sala degli interrogatori e questi, confuso e sommerso dai ricordi, sembra confessare. Più tardi, i due ispettori interrogano anche il dottor Bryant, porgendogli diverse domande relative a episodi contraddittori. Il dottore riesce a tenere testa ai due nonostante la presenza di prove sempre più schiaccianti. Paul mostra all’uomo una fotografica sviluppata poco prima in cui sono mostrati il dottor Bryant e Stephanie in cucina la sera dell’omicidio. A quel punto ottengono la sua confessione: era sempre stato innamorato della donna ed era addirittura arrivato a drogare James pur di farli allontanare. Quella sera, era tornato per prendere il fascicolo e aveva confessato i suoi sentimenti alla donna che però lo aveva rifiutato. In un momento di confusione, i due erano scivolati a causa del pavimento bagnato ed erano caduti.
James è scagionato e ritorna a casa. Una settimana dopo, l’ispettore Gray e Paul gli portano una lettera scritta in carcere dal dottor Bryant prima di suicidarsi in cui gli chiedeva scusa.
L’ispettore Gray torna in centrale mentre Paul rimane e ha un nuovo confronto con James, in cui gli espone alcuni retroscena rimasti nascosti fino a quel momento. Il dottor Bryant aveva provato a drogarlo ma senza riuscirci poiché James se ne era accorto e aveva utilizzato le stesse medicine nel succo che il dottore beveva durante le sedute. Inoltre era stato lui a prendere la cartellina blu e a nasconderla per far sì che sarebbe tornato lì la sera dell’incidente. Paul si dimostra scettico sul quel piano così mal organizzato ma rivela di averlo aiutato, utilizzando lo stesso stratagemma delle medicine e omettendo prove.
James giustifica il folle piano rivelando che Stephanie e il dottor Bryant avevano una relazione ma Paul sa che non è la verità. Durante la perlustrazione nella loro residenza aveva trovato una lettera di debiti intestata alla società di Robert: avevano creato buchi finanziari notevoli e l’unico modo era organizzare l’omicidio della moglie per ottenere il premio della polizza sulla vita.

## Produzione
Nell'ottobre 2019 la Independent Movie Productions annuncia di lavorare ad un nuovo progetto, che avrà come protagonista un folle. 
Michele Di Rienzo viene ingaggiato come regista del film insieme a Simone Lo Buglio in veste di sceneggiatore. 
Nel febbraio 2020 viene annunciato che Daniele Marcheggiani sarà il protagonista insieme a Simone Passero e Gloria Anselmi, ai quali, in maggio, si uniscono anche Mauro Negri e Fabrizio Rocchi. 
Le riprese iniziano nel giugno dello stesso anno e si svolgono durante 3 mesi in Lombardia (Italia).

## Promozione
Il trailer è stato pubblicato il 9 dicembre 2020. Il film è uscito nelle sale cinematografiche Italiane il 6 dicembre 2021.

## Distribuzione
Il film è distribuito dalla EMERA FILM in Italia e dalla Bowery Media Inc. negli USA.